# Tính nhân dân
Trong văn nghệ, tính nhân dân (tiếng Pháp: caractère populaire) là mối liên hệ sâu xa và lâu bền giữa những sáng tác văn học nghệ thuật ưu tú với tình cảm, tư tưởng, lợi ích, nhu cầu thẩm mỹ của nhân dân.
Sáng tác văn học nghệ thuật chân chính vốn từ lâu đã phản ánh và phục vụ cuộc sống và đấu tranh ở mức độ nào đó, nhưng ý niệm về phẩm chất tính nhân dân thì mãi về sau này mới nảy sinh, và được đề cập một cách tập trung trong thời kỳ chuẩn bị cách mạng tư sản.
Các nhà lý luận Khai sáng thế kỷ XVIII đã phê phán gay gắt tính chất quý tộc của chủ nghĩa cổ điển, đòi văn học nghệ thuật phải giáo dục nhân dân, giúp họ xây dựng phẩm chất đạo đức và tinh thần công dân. Các nhà dân chủ cách mạng Nga thế kỷ XIX, chịu ảnh hưởng sâu sắc của phong trào đấu tranh nhân dân, trước hết là của nông dân chống chế độ nông nô, đã làm nổi bật bản chất xã hội của khái niệm tính nhân dân chủ trương văn học nghệ thuật phải phục vụ cuộc đấu tranh chống bất công xã hội và xây dựng cuộc sống theo lợi ích của nhân dân.
Xuất phát từ quan niệm duy vật lịch sử cho rằng nhân dân là người sáng tạo ra không những của cải vật chất mà cả những giá trị tinh thần, chủ nghĩa Mác đã xây dựng một quan niệm khoa học về tính nhân dân trong văn học.
Tính nhân dân biểu hiện trước hết ở chỗ tác phẩm phản ánh những hiện tượng, những sự kiện, đặt ra những vấn đề mà nhân dân quan tâm, có ý nghĩa đối với vận mệnh, với cuộc sống và đấu tranh của nhân dân. Ví dụ: những bài thơ trữ tình của Hồ Xuân Hương tràn đầy tinh thần đấu tranh chống lễ giáo phong kiến và nỗi khát khao được sống, được hạnh phúc, được xem là có tính nhân dân sâu sắc.
Tuy nhiên, không nhất thiết tác phẩm phải trực tiếp nói đến cuộc sống của nhân dân mới có tính nhân dân. Điều có ý nghĩa quyết định hơn cả là quan điểm tư tưởng và thái độ phản ánh của nhà văn. Tính nhân dân đòi hỏi phải thể hiện được tư tưởng, tình cảm, lợi ích của nhân dân dưới ánh sáng của lí tưởng tiến bộ nhất của thời đại. Chinh phụ ngâm miêu tả tâm trạng đau khổ của một phụ nữ quý tộc, nhưng cất cao lên tiếng nói oán ghét chiến tranh, khẳng định khát vọng hạnh phúc, hòa bình, phản ánh được thái độ của đông đảo quần chúng nên vẫn là một tác phẩm có tính nhân dân.
Việc đánh giá tính nhân dân bao giờ cũng bắt đầu từ nội dung, nhưng hình thức nghệ thuật vẫn có ý nghĩa riêng của nó. Tính nhân dân đòi hỏi tác phẩm phải được thể hiện trong những hình thức trong sáng, điêu luyện, phù hợp với thị hiếu thẩm mỹ của nhân dân và được nhân dân ưa thích.
Tính nhân dân là một tiêu chuẩn quan trọng để đánh giá phẩm chất tư tưởng và nghệ thuật của văn học. Nó đòi hỏi nhà văn luôn luôn hướng ngòi bút của mình về phía đông đảo nhân dân và tiến bộ xã hội.